# غراي (الولايات المتحدة)
غراي  هي بلدة أمريكية، في الولايات المتحدة، تقع في مقاطعة كمبرلاند، بلغ عدد سكانها 7,761  نسمة وذلك حسب إحصائيات سنة 2010، تبلغ مساحتها 45.99 ميل مربع (119.1 كـم2)، رمزها البريدي هو 04039.